# Nationalmuseum (Prag)

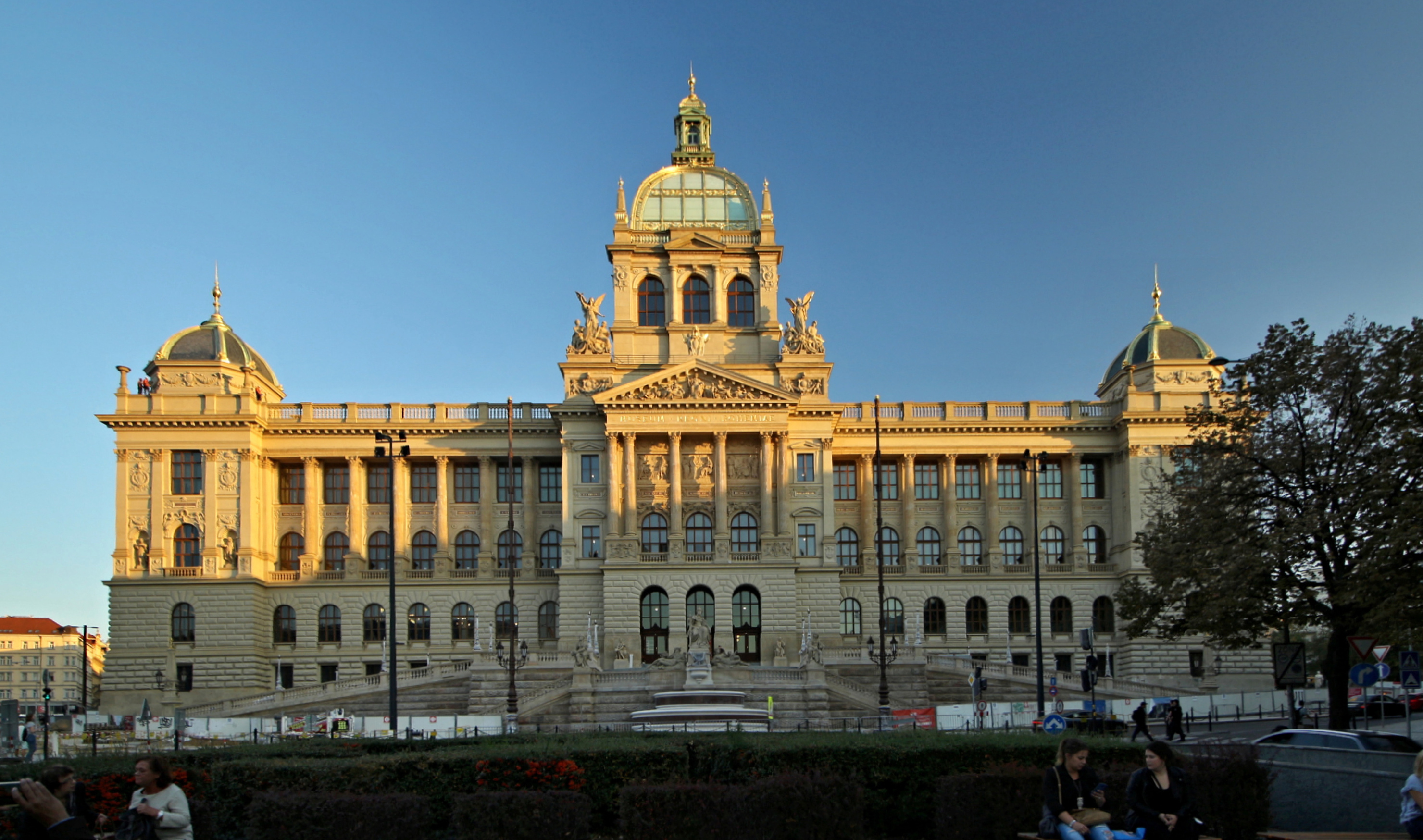
Hauptgebäude des Nationalmuseums am Wenzelsplatz

Das Nationalmuseum (tschechisch Národní muzeum) in Prag ist das führende Museum in Tschechien zur Kultur- und Naturgeschichte. Es verfügt über zahlreiche Sammlungen, Ausstellungsgebäude und historisch bedeutsame Bauten. Im Jahr 2022 hatte das Nationalmuseum mit seinen Zweigstellen 1.008.283. Besucher.
Das Hauptgebäude auf dem Wenzelsplatz beherbergt eine archäologisch-historische Abteilung über die Ur- und Frühgeschichte, eine mineralogische, eine zoologische und eine anthropologische Abteilung. Nach einer siebenjährigen umfassenden Renovierung wurde das Museum am 28. Oktober 2018 mit einer Ausstellung über Tschechien und die Slowakei und einer Auswahl von 200 bedeutenden Stücken aus der Sammlung wiedereröffnet. Der Platz vor dem Gebäudeportal war einer der zwei ursprünglich beabsichtigten Aufstellungsorte für das Denkmal des heiligen Wenzels, das dann tiefer gelegen auf dem Wenzelsplatz realisiert wurde. Seit dem Jahr 2000 befindet sich vor dem Gebäude ein unauffälliges Denkmal für Jan Palach und Jan Zajíc.

## Geschichte

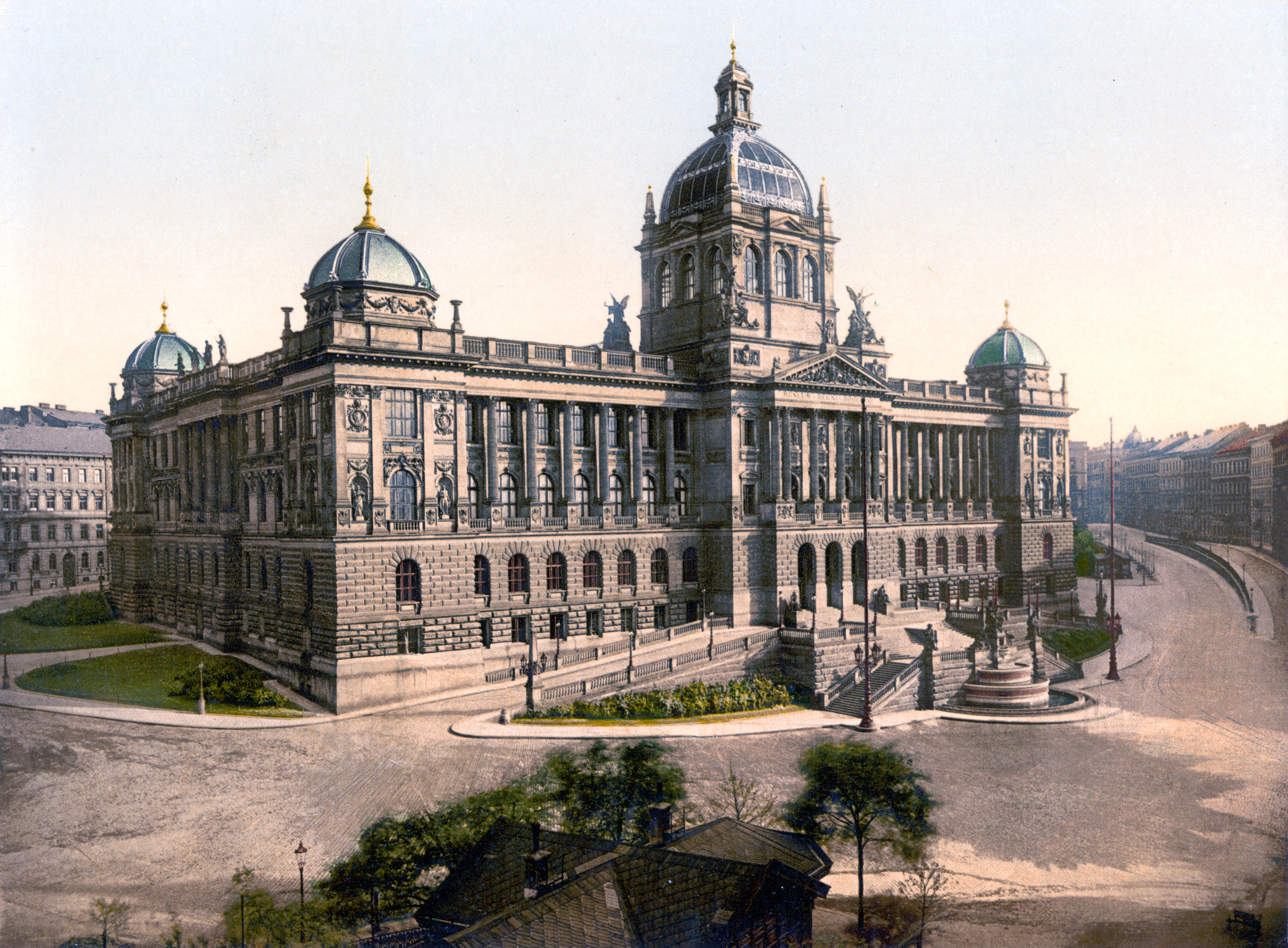
Das Nationalmuseum im Jahr 1900

Das Museum wurde 1818 als Vlastenecké muzeum v Čechách (Vaterländisches Museum in Böhmen) gegründet. Seit 1848 trug es den Namen České muzeum (Böhmisches Museum), in den Jahren 1854 bis 1919 Muzeum Království českého (Museum des Königreichs Böhmen). Vor dem Neubau wurde der Sitz eine Zeit lang in das Palais Sternberg (1821–1846) und das Palais Nostitz verlegt.
Angefangen hat alles mit Sammlungen böhmischer Aristokraten. Einige der patriotisch gesinnten Adeligen, unter Führung des Gelehrten Paläontologen Graf Kaspar Maria von Sternberg, unterschrieben am 15. April 1818 einen Aufruf zur Gründung eines Museums, dessen Bau 1820 von der Wiener Regierung befürwortet wurde. Die neu entstandene Gesellschaft des nationalen Museums in Böhmen, als Eigentümerin und Verwalterin der Sammlungen, organisierte auch die gesamte Abwicklung aller Aufgaben. Erster Vorsitzender wurde Graf Sternberg. Eigentümerin blieb die Gesellschaft bis 1934, danach wurden die Verwaltung und das Eigentum verstaatlicht.
Durch seine öffentliche Wirksamkeit übte es einen großen Einfluss auf die tschechische Wissenschaft und Kultur aus, und so waren im Museum und in seiner Bibliothek nahezu alle bedeutenden Repräsentanten der tschechischen Wissenschaft des 19. Jahrhunderts tätig.

## Hauptgebäude

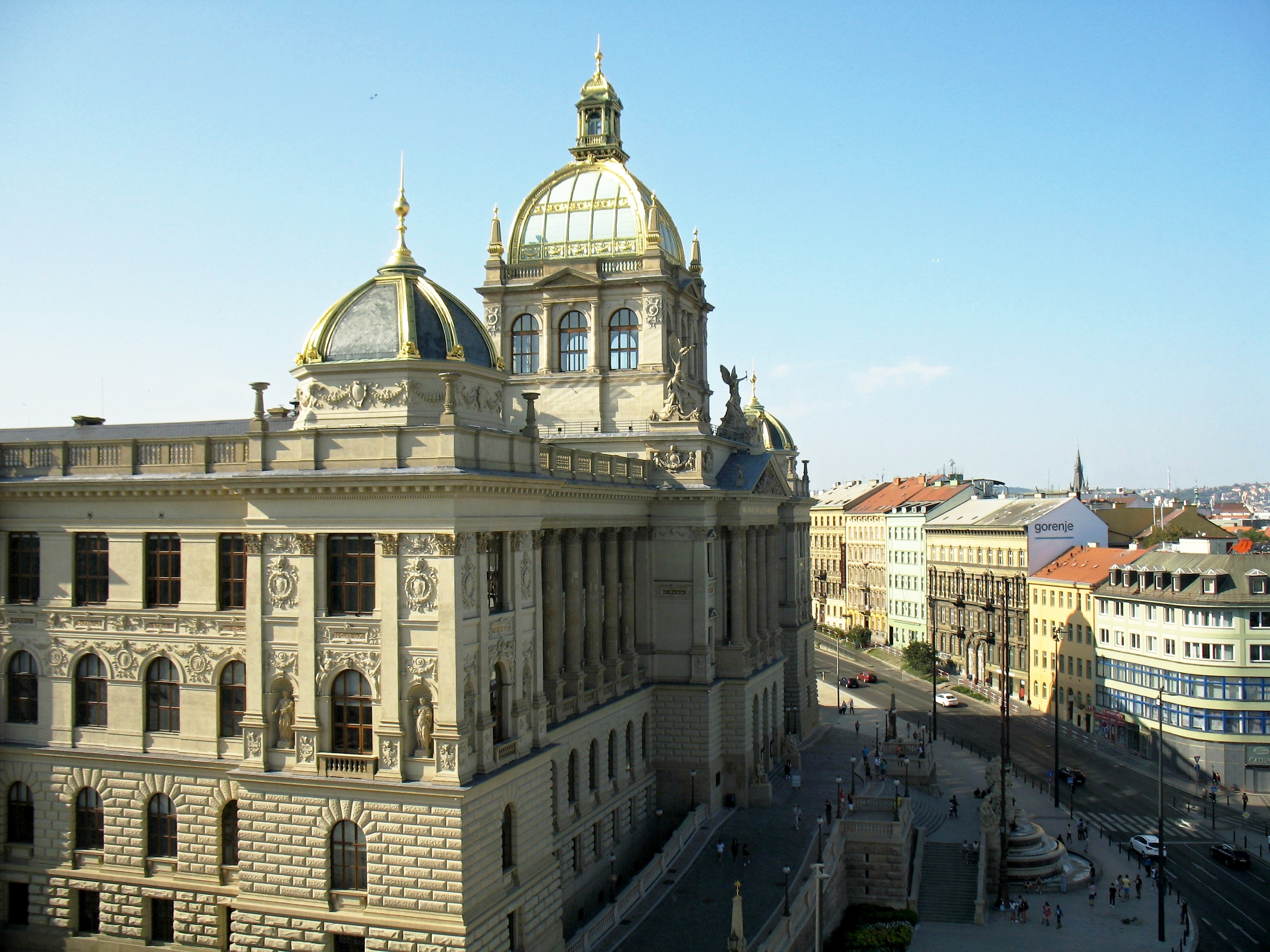
Blick auf das Hauptgebäude

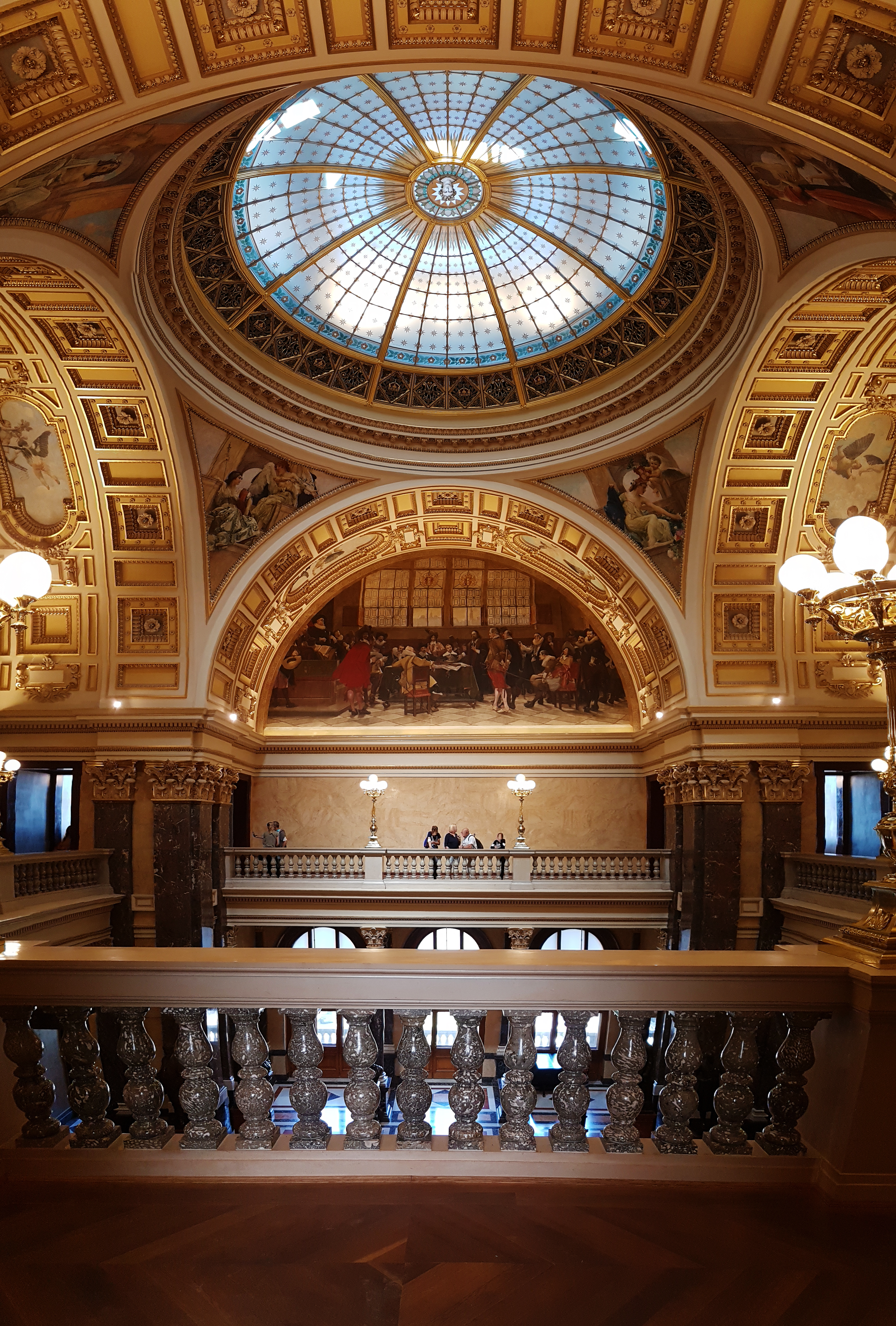
Innenansicht mit Kuppel

Der Terminus Národní muzeum (kurz nur Muzeum, vergleiche den Namen der anliegenden Metrostation – Muzeum) wird auch nur für das Hauptgebäude am Wenzelsplatz benutzt. Das Gebäude im Stil der Neorenaissance wurde von Josef Schulz 1885 bis 1891 projektiert und gebaut. Die Vorderfront ist über 100 m lang und über eine Rampe erreichbar. Auf dem Zugang befinden sich gegossene Laternen und eine allegorische Darstellung Tschechiens mit Mähren und Schlesien, Elbe und Moldau von Antonín Pavel Wagner. An beiden Seiten des Eingangs kann man symbolische Darstellungen der Geschichte und Naturwissenschaften von Josef Mauder sehen. An der Stirnseite befinden sich auch Reliefs der Gründung des Klosters in Zbraslav, Gründung der Karls-Universität Prag, Zeit der Herrschaft des Rudolf II. von Wagner. An der Fassade sind vergoldete Marmorplatten mit Namen bedeutender tschechischer Persönlichkeiten befestigt. An den Seiten des Hauptturms befinden sich Statuengruppen von Bohuslav Schnirch (Aufopferung, Leidenschaft, Wahrheitsliebe, Geschichtsliebe). An den Seitenkuppen sind allegorische Bildnisse der wissenschaftlichen Gebiete von Wagner, Antonín Popp, Bernhard Otto Seeling, František Hergesel und Ludvík Wurzel dargestellt.
Die Innenausstattung stammt größtenteils von Künstlern, die auch das Nationaltheater ausstatteten. Der Bau sollte nicht nur durch seine Monumentalität, sondern auch durch seine Funktionalität hervorstechen. Die Eingangshalle schmücken Bronzestatuen der Libuše, Přemysl der Pflüger, Ottokar II. Přemysl und des Fürsten Wenzel von Böhmen vom Münchner Bildhauer Ludwig Schwanthaler. Weitere Werke dieses Künstlers befinden sich am Treppenaufgang (Elisabeth, Georg von Podiebrad, Ernst von Pardubitz, Bohuslaus Lobkowicz von Hassenstein). An den Wänden sind berühmte Plätze der tschechischen Geschichte dargestellt.
Während des Prager Frühlings 1968 wurde die Frontwand des Nationalmuseums durch Panzergeschosse der Roten Armee beschädigt, die das Gebäude irrtümlich für strategisch wichtig hielt und davon ausging, es handle sich um das Parlamentsgebäude, den Präsidentenpalast oder ähnliches. Die später ausgebesserten Stellen in der Fassade sind noch heute durch die hellere Färbung zu erkennen. In den 1970er Jahren drohte wegen U-Bahn-Bau ein Teilabriss, beim Bau der Bahn kam es dann noch zu Schäden am Vestibül des Museums.
Die Schäden wurden zwischen 2011 und 2018 in einer umfangreichen Sanierung behoben. Die Kosten wurden zu Beginn auf 190 Millionen Euro geschätzt. Damals wurde noch von einer Schließzeit von fünf Jahren ausgegangen. Die Renovierung führte zu einer deutlichen Ausweitung der Ausstellungsfläche auf 11.300 m² (Neubau und Historisches Gebäude), wodurch deutlich mehr Exponate gezeigt werden können. Anlässlich des hundertjährigen Jubiläums der Gründung der Tschechoslowakei am 28. Oktober 2018 wurde das Gebäude teilweise zugänglich gemacht. Der vollständige Abschluss der Renovierungsarbeiten erfolgte 2019.

## Ausstellungen

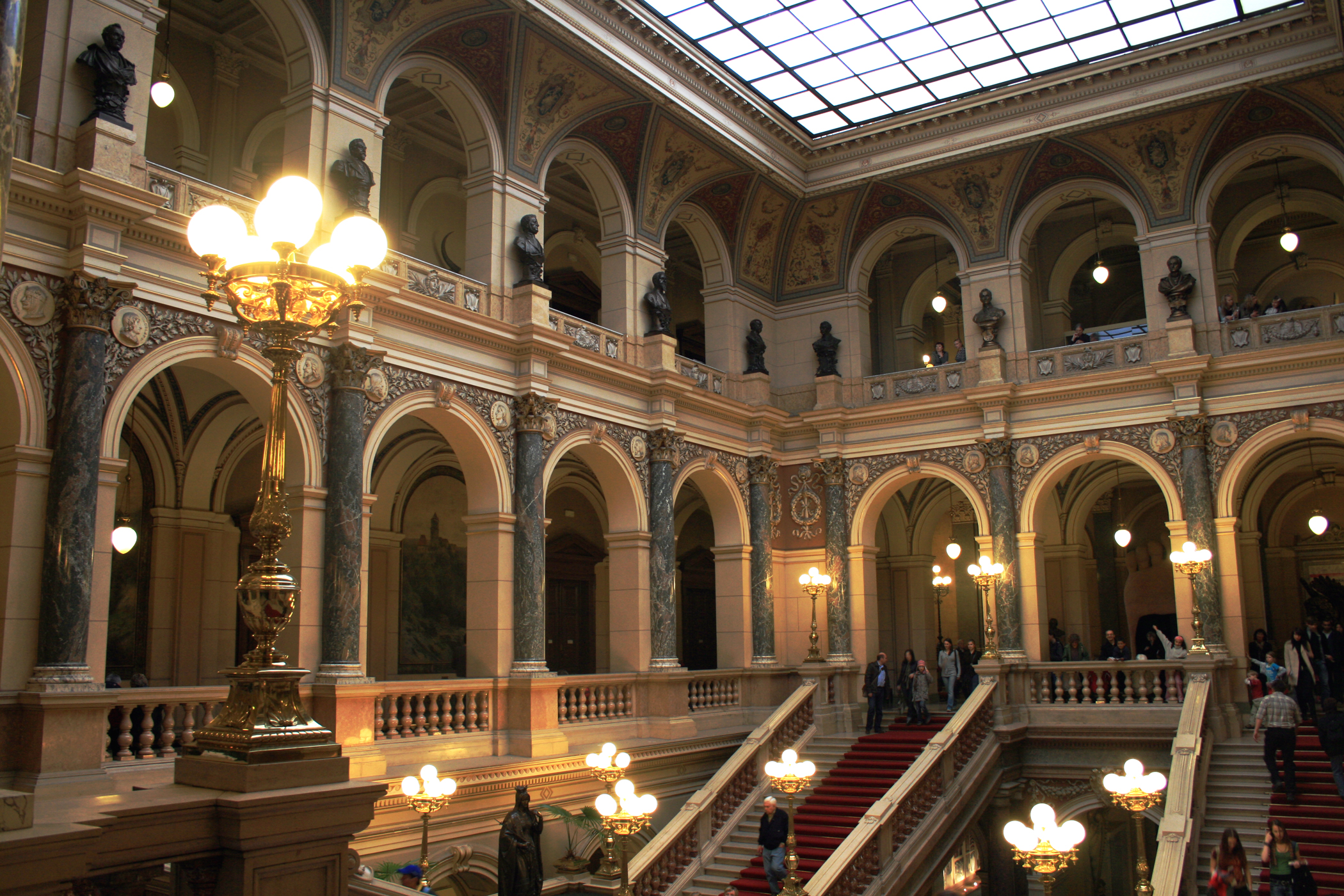
Foyer

Durch die umfassende Renovierung hat das Museum für den Zeitraum ab 2019/20 ein neues Ausstellungskonzept entwickelt. Im Neubau wird die Geschichte des 20. Jahrhunderts sowie ein Kindermuseum untergebracht. Im historischen Hauptgebäude befinden sich die neuen historischen und naturwissenschaftlichen Dauerausstellungen.
• Natur. Im 1. Stock des Museum befindet sich eine paläontologische Sammlung mit Schwerpunkt Paläozän. Unter anderem wird ein Knochen gezeigt, der dem einzigen je ausgegrabenen Dinosaurier auf tschechischem Gebiet zugeordnet wird.
• Wunder der Evolution. Untergebracht im rechten Flügel des 2. Stocks fokussiert die zoologische Ausstellung auf den Schwerpunkt Evolutionsgeschichte. Sie will anhand von Exponaten von See-, Land- und Fluggeschöpfen die Entwicklung prähistorischen Lebens bis zu den Säugetieren nachzeichnen.
• Die Ausstellung Geschichte des 20. Jahrhunderts ist im 4. und 5. Stock des Museums angesiedelt. Die Verflechtung von Politik, Wirtschaft und Alltagsgeschichte vom Beginn der 1. Republik bis zum 21. Jahrhundert ist Thema dieser multimedial ausgestatteten Exponatensammlung.
• Das Kindermuseum befindet sich im 2. Stock des angeschlossenen Neubaus. Themen sind das Meer des Paläozäns, Mammutjagd, das Mittelalter und die Entdeckung von Naturgesetzen. Die Ausstellung bietet eine Freizeitzone sowie interaktive museumspädagogische Ansätze.
• Der Verbindungsgang zwischen dem historischen Gebäude und dem Neubau ist zugleich eine multimediale Ausstellungsfläche für die Geschichte des Wenzelsplatzes zwischen 1918 und 2018, die vor allem die architektonische Entwicklung zeigt.
• Geschichte. Dieser Ausstellungskomplex befindet sich im Neubau und umfasst die historische Entwicklung Böhmens vom 9. Jahrhundert bis zum Ersten Weltkrieg. Besonderes Augenmerk wird auf die nationalistischen Strömungen und Entwicklungen des 19. Jahrhunderts gelegt.
• Menschen. Im linken Flügel des 1. Stocks im historischen Gebäude untergebracht zeigt diese Ausstellung die Geschichte der menschlichen Entwicklung von seinen Vorfahren über die Neandertaler bis zu den antiken Mittelmeerkulturen.
• Das Schatz- und Münzkabinett ist im Parterre des Gebäudes im linken Flügel untergebracht. Juwelen, Edelsteine sowie eine numismatische Sammlung werden gezeigt.
Alle neuen dauerhaften Ausstellungen wurden von unterschiedlichen Architektenteams entwickelt. Im Gebäude befinden sich ebenfalls die Universitätsbibliothek sowie Vortragssäle.

## Weitere Ausstellungsräume

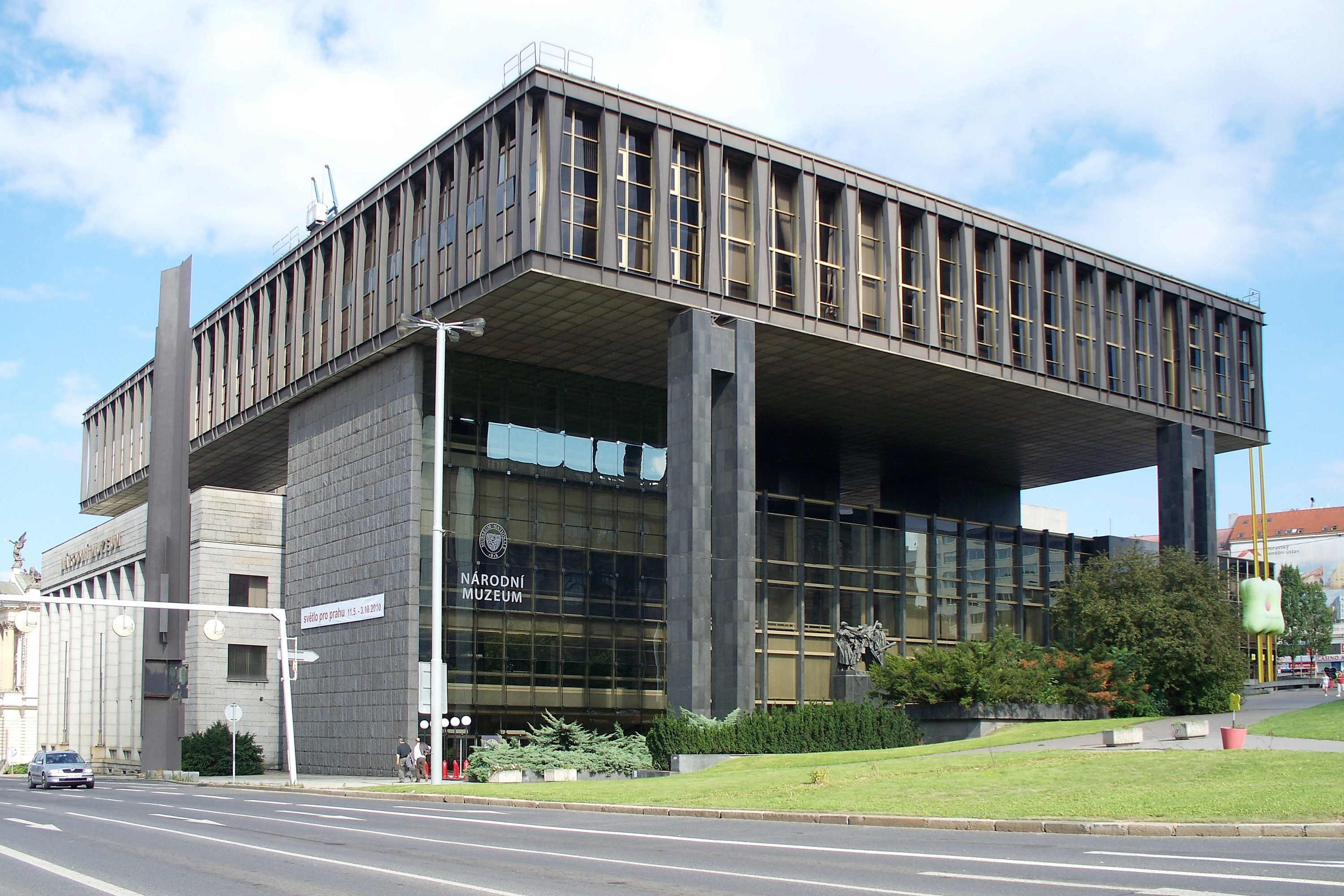
Das Gebäude der ehemaligen Föderalversammlung

Direkt neben dem Hauptgebäude befindet sich das Gebäude der ehemaligen Föderalversammlung, das dem Museum 2009 übergeben wurde.
Neben den Sammlungen im Hauptgebäude gehören zum Museum noch das Náprstek-Museum asiatischer, afrikanischer und amerikanischer Kulturen am Betlémské náměstí, das Bedřich-Smetana-Museum unweit der Karlsbrücke, das Antonín-Dvořák-Museum, das Lapidárium im Výstaviště (Ausstellungsgelände), das Denkmal des Jaroslav Ježek in der Kaprova ulice, das Denkmal des František Palacký und František Ladislav Rieger in der Palackého ulice und das Tschechische Museum der Musik in der Karmelitská ulice.
Außerhalb Prags sind ihm das Tschechische Marionetten- und Zirkusmuseum in Prachatice, das Geburtshaus Antonín Dvořáks in Nelahozeves, das langjährige Wohnhaus Bedřich Smetanas in dessen letzten Lebensjahren in Jabkenice, das Wohnhaus des Komponisten Josef Suk in Křečovice sowie das Schloss Vrchotovy Janovice zugeordnet.

## Bibliothek des Nationalmuseums
Die Bibliothek des Nationalmuseums gehört zu den größten, bedeutendsten und interessantesten tschechischen Bibliotheken, nicht nur wegen der Kostbarkeit, des Umfangs und der Mannigfaltigkeit ihrer Bestände, sondern auch wegen ihrer bewegten Geschichte. Ihre Entstehung und Entwicklung sind eng mit der gesellschaftlichen, nationalen und kulturellen Entwicklung des tschechischen Volkes verbunden.
Der bis 1982 geführte Hauptkatalog ist ein Dokument der Bibliotheksgeschichte mit handschriftlichen Vermerken der Bibliothekare Václav Hanka, Antonín Jaroslav Vrťátko, Adolf Patera, Čeněk Zíbrt, Josef Volf u. a. Aufgrund des umfangreichen Bestands an böhmischer Literatur wurde nach 1918 überlegt, die Bibliothek zur Gründung einer Nationalbibliothek mit anderen tschechischen Bibliotheken zu vereinen. Letztlich übernahm jedoch die Prager Universitätsbibliothek die Funktion der Tschechoslowakischen Nationalbibliothek .

## Zeitschrift des Nationalmuseums
Palacký begründete 1827 die Zeitschrift des Nationalmuseums als Časopis Společnosti Wlastenského Museum w Čechách (Zeitschrift der Gesellschaft des Patriotischen Museums in Böhmen), die bis heute unter dem Titel Časopis Národního muzea (Zeitschrift des Nationalmuseums) erscheint, und war lange Jahre ihr Herausgeber. Er gründete beim Museum auch die Verlagsanstalt Matice česká, die zum wichtigsten Verlagshaus in Böhmen wurde und sich große Verdienste um die Förderung und Pflege der tschechischen Sprache erwarb.